# 勞動國防委員會

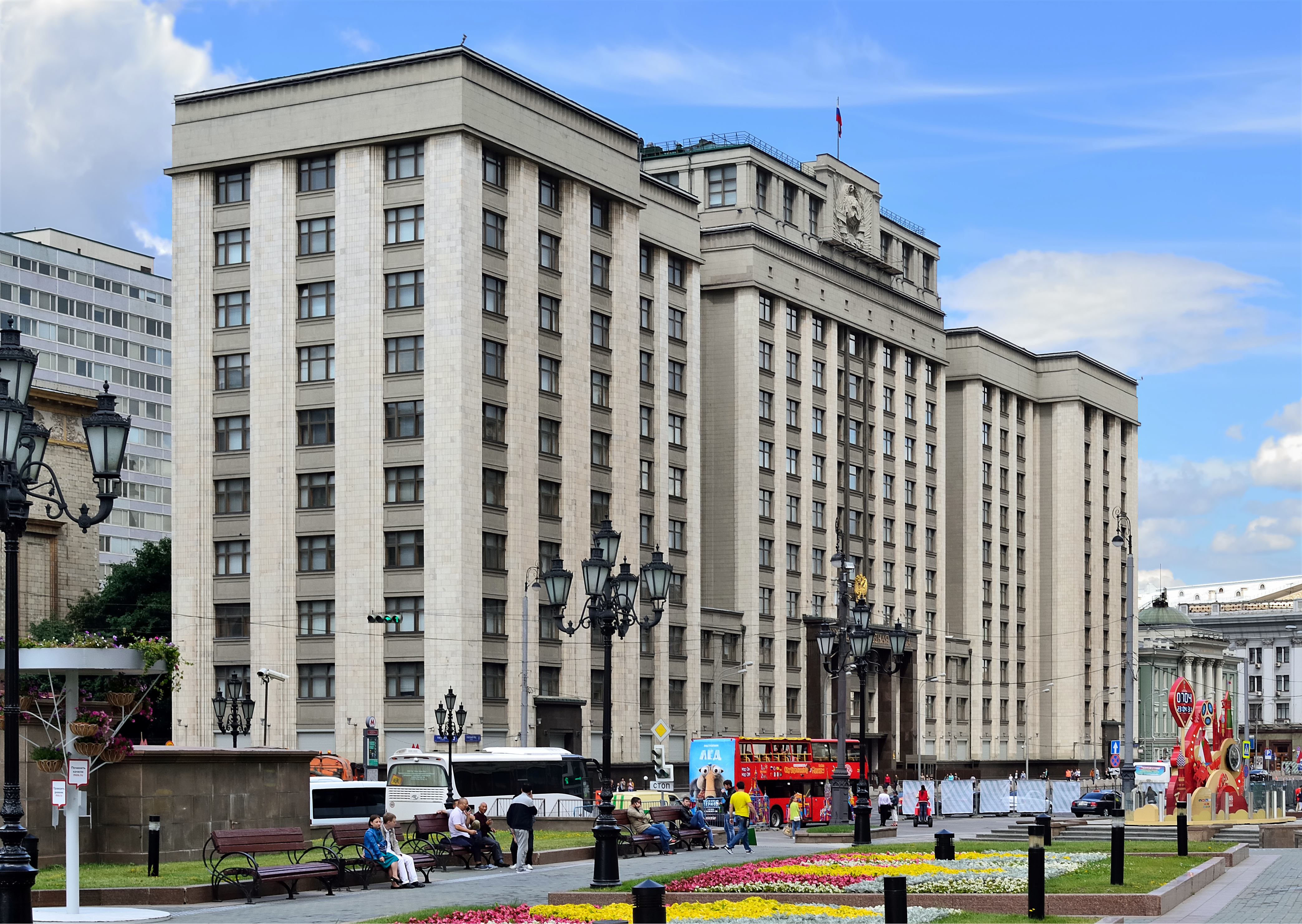
勞動和國防委員會大樓，目前（2017 年)

勞動國防委員會（俄语：Совет труда и обороны）是1918-1922年俄罗斯内战期间国家机关，发布紧急法令，以在经济崩溃的情况下维持红军的工业生产。负责俄罗斯苏维埃联邦社会主义共和国及其后继国苏联的经济和军事物资生产的中央管理机构。

## 历史
1918年11月30日全俄中央执行委员会决定成立“工农国防委员会”，由全俄中央执行委员会、共和国革命军事委员会、交通人民委员部、粮食人民委员部的代表和红军供应特别委员会主席组成，是国家非常最高权力机关。列宁为主席。
俄罗斯内战结束后，1920年4月根据全俄苏维埃第八次代表大会的决定，工农国防委员会改称“劳动国防委员会”，为苏俄人民委员会下属委员会。负责指导经济系统各人民委员部和国防主管部门的工作。苏俄人民委员会主席兼任劳动国防委员会主席。委员会成员包括陆军、交通、劳动、农业、粮食、工农检查等人民委员、最高国民经济委员会主席，全俄工会中央理事会主席和中央统计局局长(有发言权)。第一任劳动国防委员会主席列宁。地方经济会议是劳动国防委员会的地方机关。1937年4月8日，根据苏联中央执行委员会的公告，劳动国防委员会停止活动，其职能移交给苏联人民委员会经济会议和苏联人民委员会下属的国防委员会。 
1923年8月成立的苏联国家计划委员会，隶属于勞動國防委員會。

## 历任主席
- 列宁(1920年4月-1924年1月)
- 列夫·鲍里索维奇·加米涅夫(1924年2月-1926年1月)
- 阿列克谢·伊万诺维奇·李可夫(1926年1月-1930年12月)
- 莫洛托夫(1930年12月-1937年4月)